# Feng Tianwei
Feng Tianwei (chiń. upr. 冯天薇; chiń. trad. 馮天薇; pinyin Féng Tiānwēi; ur. 31 sierpnia 1986 w Harbinie) – singapurska tenisistka stołowa, wicemistrzyni olimpijska z Pekinu, brązowa medalistka olimpijska z Londynu, czterokrotna medalistka mistrzostw świata. Zajmuje 11. miejsce w rankingu ITTF (stan na wrzesień 2018).
Startowała w igrzyskach olimpijskich w Pekinie (2008). W turnieju indywidualnym przegrała w ćwierćfinale, natomiast drużynowo wywalczyła srebrny medal.
W drużynowych mistrzostwach świata w Guangzhou (2008) zdobyła srebro.
Zdobywczyni 3. miejsca w Pucharze Świata w Kuala Lumpur w 2008 roku.
W 2012 podczas Igrzysk Olimpijskich w Londynie zdobyła brązowy medal w singlu.